# Nicole Grimaudo
Nicole Grimaudo (née le 22 avril 1980 à Caltagirone, dans la province de Catane en Sicile) est une actrice italienne.

## Biographie
Elle a commencé sa carrière dans l'émission de télévision italienne « Non è la Rai » en 1994-1995. Elle a poursuivi à la télévision dans des séries télévisées, mais également au cinéma et au théâtre. 
Ses principaux succès théâtraux sont Il Giardino dei Ciliegi en 1995 réalisé par G. Lavia, et Amadeus de  Peter Shaffer mis en scène par Roman Polanski en 1999.

## Filmographie

### Cinéma
- 1997 : Tu ridi
- 1998 : Jolly Blu
- 1999 : Ferdinando e Carolina
- 2003 : Sous le ciel de Sicile (Perdutoamor) de Franco Battiato
- 2003 : Liberi (Break Free)
- 2008 : Un giorno perfetto
- 2009 : Baarìa (Baaria - La porta del vento)
- 2010 : Le Premier qui l'a dit (Mine vaganti)
- 2011 : Baciato dalla fortuna

### Télévision
- 1995 - 1996 : La Légende d'Aliséa (Sorellina e il principe del sogno) (coproduction germano-italienne)
- 1998 : Ultimo
- 1998 : Una Donna per amico
- 1999 : L'Amore oltre la vita
- 2000 : Questa casa non è un albergo
- 2001 : Il Bello delle donne
- 2002 : Jules César (mini-série)
- 2002 : L'Inganno (téléfilm)
- 2003 : Un Posto tranquillo (téléfilm)
- 2005 : L'Ispettore Coliandro: Il giorno del lupo
- 2005 : Les Spécialistes : Investigation scientifique (R.I.S. - Delitti imperfetti)
- 2005 : Il Bell'Antonio (mini-série)
- 2005 : Bartali
- 2007 : Medicina Generale de Renato De Maria